# Lowell (Oregon)
Pour les articles homonymes, voir Lowell.
Lowell est une ville américaine située dans l'État de l'Oregon et dans le comté de Lane.

## Démographie
Au recensement de 2010, sa population était de 1 045 habitants dont 397 ménages et 298 familles résidentes. La densité de population était de 193,5 hab/km2
La répartition ethnique était de 90,9 % d'Euro-Américains et 9,1 % d'autres races.
En 2000, le revenu moyen par habitant était de 14 078 dollars avec 8,3 % vivant sous le seuil de pauvreté.

## Source
- (en) Cet article est partiellement ou en totalité issu de l’article de Wikipédia en anglais intitulé « Lowell, Oregon » (voir la liste des auteurs).